# Кућа на уклетом брду (филм из 1999)
Кућа на уклетом брду (енгл. House on Haunted Hill) амерички је натприродни хорор филм из 1999. године, редитеља Вилијама Малона, са Џефријем Рашом, Фамке Јансен, Али Лартер, Тејом Дигсом, Бриџет Вилсон, Питером Галагером и Џефријем Кумсом у главним улогама. Представља римејк истоименог филма Вилијама Касла и Роба Вајта из 1959. године. Радња прати групу странаца, који су позвани на журку у напуштену кућу која је некада коришћена као психијатријска установа. Свакоме је понуђено милион долара под условом да преживе једну ноћ у кући.
Продуценти Роберт Земекис и Џоел Силвер су 1997. почели преговоре са Тери Касл, ћерком Вилијама Касла, да направе римејк култног класика њеног оца. Снимање је почело крајем 1998, а завршило се почетком 1999. у Лос Анђелесу, Калифорнија. Филм је премијерно приказан 27. октобра 1999, у дистрибуцији продукцијске куће Ворнер брос. Добио је негативне оцене критичара, али је упркос томе успео да оствари комерцијални успех.
Године 2007. снимљен је наставак под насловом Повратак у кућу на уклетом брду, у коме се једино Џефри Кумс вратио у своју улогу из овог дела.

## Радња
Милионер Стивен Х. Прајс је у дисфункционалном браку са Евелин Стокард. На њено инсистирање Прајс јој организује рођенданску журку у напуштеној кући, која је некада била психијатријска болница. На журку позивају петоро странаца и сваком од њих нуде милион долара под условом да преживе једну ноћ у кући.

## Улоге
| Глумац         | Улога                      |
| -------------- | -------------------------- |
| Џефри Раш      | Стивен Х. Прајс            |
| Фамке Јансен   | Евелин Стокард Прајс       |
| Али Лартер     | Сара Вулф                  |
| Теј Дигс       | Еди Бејкер                 |
| Питер Галагер  | Доналд В. Блекберн         |
| Бриџет Вилсон  | Мелиса Маргарет Мар        |
| Крис Катан     | Вотсон Причет              |
| Макс Перлич    | Карл Шектер                |
| Џефри Кумс     | др Ричард Бенџамин Ванакат |
| Лиса Лоуб      | репортерка Канала 3        |
| Џејмс Марстерс | камерман Канала 3          |
| Питер Грејвс   | самог себе                 |
| Скелетон       | самог себе                 |

Презиме лика који тумачи Џефри Раш је омаж Винсенту Прајсу, који је тумачио сличну улогу у оригиналу из 1959. године.